# 串野真也
串野 真也（くしの まさや、1982年8月26日 - ）は、日本のファッションデザイナー。靴や鞄などの革製品を中心に展開するファッションブランド「Masaya Kushino」（マサヤクシノ）のデザインを手掛けている。

## 来歴
広島県の因島で生まれ育つが、小学生の頃、島内ではスポーツに適した服装ばかりすることに嫌気がさし、ファッションを意識するようになる。服を買う場所がない環境からファッションに対する思いが強くなり、また高校生の時パリ・コレクションのことも知るようになって、高校卒業後は京都芸術デザイン専門学校に進学する。卒業後はフランスへの留学を検討するが、最終的にイタリアへ留学。ミラノのマランゴーニ学院にてファッションデザインマスターコースを履修した。
帰国後は、幾度かデザインを応募するも受け入れられなかったが、「JILA LEATHER GOODS AWARD 2007」に靴のデザイン画を応募したところグランプリを獲得することができた。これをきっかけに靴をデザインの対象とするようになり、靴や鞄の独自ブランドである「Masaya Kushino」を立ち上げた。
デザインしたものは、動物や花をあしらった芸術作品のようなものになっており、市販品はなくオーダーメイドでの購入となっている。中にはレディー・ガガが着用するに至ったものまである。
単独での商品デザイン・製造販売だけなく、現代美術家のSputniko!の作品作りにも参加している。
2014年10月現在は、京都に住んで活動している。京都を選んだ理由は、日本の歴史を学ぶ必要性を感じていたためで、歴史の長い京都では伝統技術や美を感じられる、としている。

## 受賞歴
- JILA LEATHER GOODS AWARD 2007 GRAND-PRIX
- JILA LEATHER GOODS AWARD 2008 審査員特別賞

## 展示会歴
- 2007年 - 「Mille et accessories」に出展
- 2010年7月 - 「CHIMERA」個展
- 2011年1月 - 「解体新書」合同展示会
- 2011年11月 - 「Masaya Kushino」個展
- 2012年2月 - 「WAO展」に出展
- 2013年2月 - 「SHOE OBSESSION」に出展
- 2014年3月 - 「Step into the limelight! - experimental shoe design」に出展
- 2014年3月 - 「Future Beauty 日本ファッション：不連続の連続」に出展
- 2014年9月 - 「Killer Heels」に出展
- 2014年10月 - 「NIRVANA STRANGE FORMS OF PLEASURE」に出展